# سالیسیلیک اسید
سالیسیلیک اسید (به انگلیسی: Salicylic acid) یکی از اسیدهای آلی است که دارای مصارف دارویی نیز است.

## روش تهیه
سالیسیلیک اسید به وسیله آمینواسیدی به نام فنیل‌آلانین به صورت زیستی سنتز می‌شود.
روش زیر که به روش کولبه-شمت معروف است نیز راه ساختن تجاری این ماده‌است.
از اسیدی کردن سدیم سالیسیلات به وسیله اسید سولفوریک، سالیسیلیک اسید حاصل می‌شود.

## خواص دارویی
سالیسیلیک اسید از گروه داروهای پوستی و ضد آفتاب هاست.

## موارد مصرف
اسیدسالیسیلیک برای درمان موضعی اختلالات هیپرکراتوتیک پوست، عفونت‌های قارچی پوست به ویژه تینه‌آ و آکنه ولگاریس، شوره سر و التهابات سبوره‌ای پوست سر و همچنین درمان پسوریازیس به کار می‌رود. محلول سالیسیلیک اسید برای درمان میخچه زگیل عقربک ناخن فرورفته به کار می‌رود. ترکیب مؤثر چسب میخچه هم سالیسیلیک اسید است.

## مکانیسم اثر
اسید سالیسیلیک از طریق حل کردن ماده چسباننده بین سلولی که پوسته‌ها را در لایه شاخی به هم متصل می‌کند که پوسته ریزی را تسریع و در نتیجه باعث سست شدن کراتین می‌شود. این اثر کراتولیتیک دارو ممکن است باعث یک اثر ضد قارچی نیز شود چون برداشت استراتوم کورنئوم رشد قارچ را تضعیف می‌نماید. اسید سالیسیلیک دارای اثر ضد عفونی‌کننده خفیف نیز است.

## هشدارها
1. در صورت وجود دیابت یا بیماری عروق محیطی التهاب، تحریک یا عفونت پوست باید با احتیاط فراوان تجویز شود.
2. از استعمال دارو روی پوست برهنه یا ملتهب اجتناب گردد.
3. در صورت درمان نواحی وسیعی از بدن با دارو، خطر بروز مسمومیت با سالیسیلاتها وجود دارد.
4. از تماس دارو با چشم‌ها و سایر غشاهای مخاطی باید اجتناب گردد. در صورت تماس، فوراً موضع به مدت ۱۵ دقیقه با آب شستشو داده شود.
5. در صورت تماس دست‌ها با فراورده، دست‌ها بلافاصله باید شسته شوند مگر این که تحت درمان باشند.
6. دارو روی صورت، نواحی تناسلی، بینی یا زگیل دهانی، زگیل‌های مودار و خال‌های مادرزادی به کار برده نشود.
7. از استعمال دارو در نزدیکی یا سطوح داغ یا به هنگام کشیدن سیگار (به دلیل قابلیت اشتغال) اجتناب گردد.
8. چنانچه استعمال یک نوبت شامپو فراموش گردید، به محض به یاد آوردن استعمال گردد مگر آن که تقریباً زمان مصرف نوبت بعدی فرا رسیده باشد.

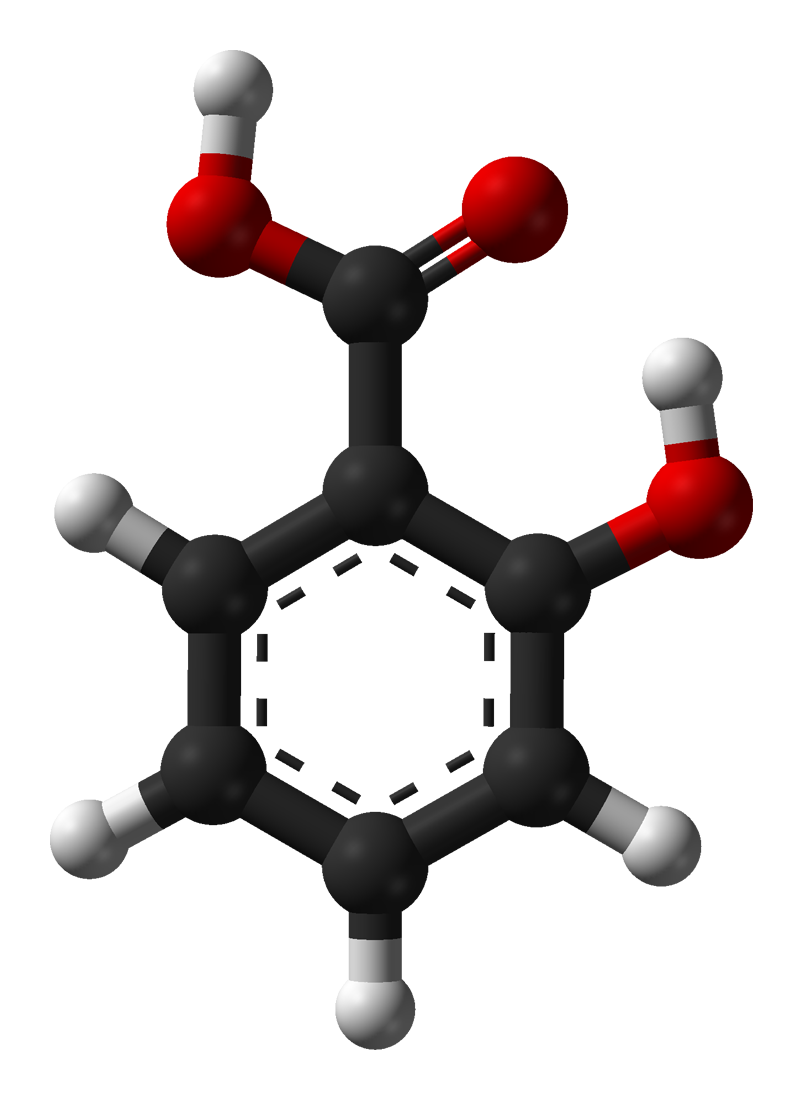

## عوارض جانبی
تحریکات متوسط تا شدید پوست که قبل از درمان وجود نداشته‌اند و زخم یا سائیدگی پوست به ویژه متعاقب مصرف فراورده‌های حاوی غلظت بالایی از اسید سالیسیلیک و واکنش‌های حساسیت بیش از حد از عوارض این دارو هستند.

## تداخل دارویی
مصرف همزمان صابون‌های ساینده طبی یا پاک‌کننده، سایر ترکیبات موضعی ضد آکنه، ترکیبات حاوی الکل، صابون‌ها با اثر خشک‌کنندگی قوی، ایزوترتینوئین، ترکیبت حاوی عوامل پوسته‌ریز موضعی مثل بنزوئیل پراکسید، رزورسینول، سولفور یاترتینوئین با اسیدسالیسیلیک، ممکن است موجب بروز اثر تجمعی تحریکی یا خشک‌کننده شده و پوست را بیش از حد تحریک نماید.

## مقدار مصرف
به عنوان سوزاننده و کراتولیتیک موضعی، هر روز یا یک روز در میان محلول ۵۰–۱۲٪ روی پوست استعمال می‌شود. برای درمان زگیل‌های محلول موضعی ۲۷–۵٪ یک یا دو بار در روز روی پوست به کار می‌رود. برای درمان میخچه‌ها و پینه‌ها محلول موضعی آکنه محلول موضعی ۲–۵/۰٪ تا حد سه بار در روز روی پوست به کار می‌رود.

## اشکال داروئی
Topical Solution: salicylic Acid 16.7% + Lactic Acid 16.7% + Collodion qs to ۱۰۰٪